# Guttenberg, Kulmbach
Guttenberg là một đô thị thuộc huyện Kulmbach bang Bayern nước Đức.